# Archer (serie animata)
Archer è una serie animata statunitense ideata da Adam Reed.
La serie è stata trasmessa dal 2009 al 2023, per quattordici stagioni, inizialmente sul canale televisivo FX e successivamente su FXX, venendo acclamata dalla critica e ricevendo numerosi e importanti premi televisivi.

## Trama

### Trama principale
La serie è ambientata a New York, nella sede dell'ISIS (International Secret Intelligence Service), nota successivamente anche come Agenzia, un'agenzia di spionaggio dove lavora il protagonista Sterling Archer, spia dal nome in codice Duchessa. Sterling è molto abile nel suo lavoro, ma anche estremamente egocentrico, egoista e dedito a un edonismo sfrenato, oltre a essere un alcolista incallito e dai comportamenti spesso demenziali.
Gli agenti sul campo dell'ISIS sono Lana Kane e Ray Gillette, gli altri personaggi della serie sono: Cyril Figgis, il contabile, Pam Poovey, la direttrice delle risorse umane, il dottor Algernop Krieger, capo della sezione di ricerca e sviluppo, e la segretaria Cheryl Tunt. A essi si aggiunge il capo dell'ISIS, nonché madre di Sterling, Malory Archer, boss dominante, alcolista come il figlio.
In Archer Vice, dopo la chiusura dell'ISIS, la squadra decide di intraprendere la carriera criminale nel narcotraffico, per riuscire a vendere una tonnellata di cocaina, nascosta da Malory nel suo studio. Il nuovo quartier generale diventa così la lussuosa villa di Cheryl/Carol. Nella sesta stagione l'ISIS viene riabilitato, come contraente della CIA, e la serie torna per questo al suo solito format. La seconda e definitiva chiusura dell'ISIS avviene durante la settima stagione, questa volta a opera della CIA, spingendo così il team ad aprire un'agenzia d'investigazione privata a Los Angeles, l'agenzia Figgis, di cui Cyril è il proprietario, nonché l'unico ad avere l'abilitazione a detective. Nell'undicesima stagione Archer, dopo essere stato in coma per tre anni, dovrà riprendere la sua vecchia vita da agente segreto, attraversando numerose difficoltà.

### Realtà alternative
Dall'ottava alla decima stagione Archer è in coma, dopo essere stato ferito gravemente al termine della settima stagione, e si ritrova via via intrappolato in una diversa realtà alternativa creata dalla sua mente. Archer Dreamland è infatti ambientata in un mondo dall'atmosfera noir, dove Archer fa il detective privato e rimane invischiato negli affari di Madre, una dei boss criminali di Los Angeles. In Archer Danger Island invece, ambientata nel 1939, Archer è un aviatore che lavora a Mitimotu, una remota isola nel Pacifico del sud. La decima stagione si intitola Archer 1999 ed è ambientata in una visione "retrofuturistica" dello spazio.

## Episodi
| Stagione                 | Episodi | Prima TV USA | Distribuzione Italia |
| ------------------------ | ------- | ------------ | -------------------- |
| Prima stagione           | 10      | 2009-2010    | 2010                 |
| Seconda stagione         | 13      | 2011         | 2015                 |
| Terza stagione           | 13      | 2011-2012    | 2015                 |
| Quarta stagione          | 13      | 2013         | 2015                 |
| Quinta stagione          | 13      | 2014         | 2016                 |
| Sesta stagione           | 13      | 2015         | 2016                 |
| Settima stagione         | 10      | 2016         | 2016                 |
| Ottava stagione          | 8       | 2017         | 2017                 |
| Nona stagione            | 8       | 2018         | 2018                 |
| Decima stagione          | 9       | 2019         | 2019                 |
| Undicesima stagione      | 8       | 2020         | 2020                 |
| Dodicesima stagione      | 8       | 2021         | 2021                 |
| Tredicesima stagione     | 8       | 2022         | 2022                 |
| Quattordicesima stagione | 11      | 2023         | 2023-2024            |

## Personaggi e doppiatori
- Sterling Archer (stagioni 1-14), voce originale di H. Jon Benjamin, italiana di Fabio Boccanera.
- Malory Archer (stagioni 1-12), voce originale di Jessica Walter, italiana di Stefania Romagnoli.
- Lana Kane (stagioni 1-14), voce originale di Aisha Tyler, italiana di Laura Romano (stagioni 1-10) e Stella Musy (stagioni 11-14).
- Cyril Figgis (stagioni 1-14), voce originale di Chris Parnell, italiana di Mauro Gravina.
- Pam Poovey (stagioni 1-14), voce originale di Amber Nash, italiana di Emanuela Baroni.
- Cheryl Tunt (stagioni 1-14), voce originale di Judy Greer, italiana di Emanuela Damasio.
- Dottor Krieger (stagioni 5-14; ricorrente stagioni 1-4), voce originale di Lucky Yates, italiana di Pierluigi Astore.

## Produzione

### Ideazione

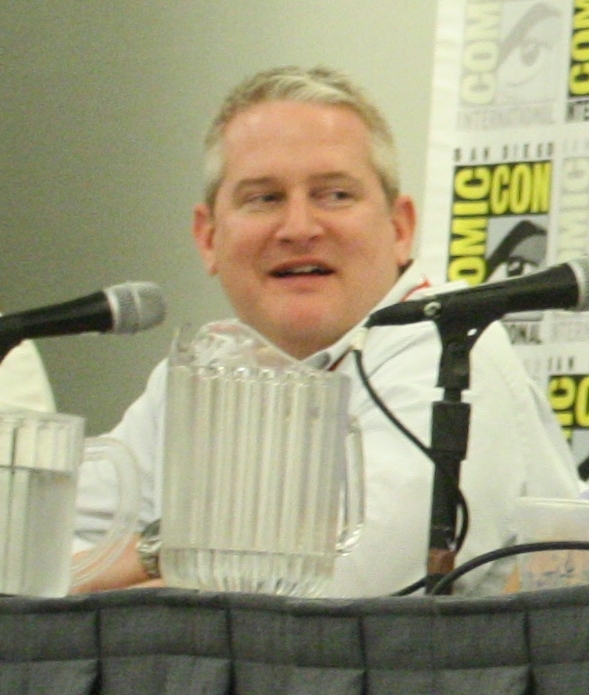
Adam Reed, il creatore della serie Archer.

Prima della creazione di Archer, Adam Reed ha lavorato a numerose commedie animate, insieme al produttore esecutivo, nonché collaboratore di lunga data, Matt Thompson. La coppia viene infatti riconosciuta per i numerosi progetti televisivi per il canale Adult Swim, quali Sealab 2021 o Frisky Dingo. Dopo la cancellazione di Frisky Dingo nel 2008, Reed si prese le ferie e andò in vacanza in Spagna, per trovare l'ispirazione e idee fresche per nuove serie. La sua esperienza lungo la Via Delapidata e le persone osservate in Plaza Mayor nella vicina Salamanca, gli permisero infatti di concettualizzare la sua visione di Archer. Reed, durante un'intervista, affermò: "Mi sono seduto in Plaza Mayor per tre giorni, bevendo caffè, birra o gin, a seconda dell'ora del giorno, circondato da queste donne spagnole che sembravano a volte inconsapevoli e a volte completamente consapevoli della loro bellezza. Di tanto in tanto si guardavano intorno e mi lasciavano a bocca aperta, sorridendomi come a dire "Lo so, giusto?" e, per tre giorni, non sono riuscito nemmeno a dire "Buenos dias!" a nessuna di loro, nemmeno una volta. E così è nato Sterling Archer." Tuttavia Reed credeva che sviluppare una sitcom con tema lo spionaggio globale fosse inevitabile, data la sua inclinazione per le commedie avventurose. I film di James Bond, Agente speciale 117 al servizio della Repubblica - Missione Cairo e La Pantera Rosa sono stati fondamentali per rendere definitiva la concezione di Archer.
Nell'agosto 2009, dopo il passaggio di Adam Reed a FX, il nuovo canale commissionò sei episodi e quattro copioni per Archer. FX inizialmente commissionò il progetto come una serie "compagna" della sua sitcom C'è sempre il sole a Philadelphia, ma, alla fine, la rete ritardò la première di Archer al seguente gennaio, a causa del difficile programma di produzione, trasmettendo invece la serie The League. Nonostante ciò, l'episodio pilota, Caccia alla talpa, venne trasmesso come test il 17 settembre 2009, dopo il primo episodio della quinta stagione di C'è sempre il sole a Philadelphia. Il pilot non era presente nelle guide televisive e non fu promosso in alcun modo da FX; la rete semplicemente informò alcuni critici televisivi della sua trasmissione.
Nel 2017 FX decise di spostare Archer sul nuovo canale FXX, come mossa di una strategia per aumentare le serie animate del network. FX pianificò la mossa prima della settima stagione della serie, nello stesso momento del debutto di Cassius and Clay, ma decise di posticiparla, dopo la brusca cancellazione di Clay. Adam Reed aveva inizialmente pianificato di concludere la serie con la decima stagione, nonostante abbia successivamente affermato che questa non fosse una decisione definitiva.

### Scrittura
Secondo il programma di produzione, la sceneggiatura di ogni episodio ha una durata media di tre settimane. Lo sceneggiatore principale della serie Adam Reed crea in genere la prima bozza durante la pre-produzione, che sottopone alla sua squadra di produttori e direttori artistici. Da lì in poi si analizzano le sceneggiature di ogni personaggio, si scelgono le guest star e si creano i concept design di base, prima che Reed sviluppi uno script finale da inviare a FXX.
Archer usa come impostazione standard la commedia da ufficio, in cui i personaggi "sovversivamente imprevedibili" utilizzano un umorismo pesante di riferimento, un dialogo a fuoco rapido e del dramma basato sulle interazioni. I primi episodi della serie parodiano i film di spionaggio e gli stereotipi del genere. Tuttavia, alla fine della quarta stagione, Reed ha messo in discussione la comicità che questa longevità della premessa avrebbe potuto avere e ha deciso di condurre Archer in una nuova direzione, in parte ispirata dalla recente crescita dello Stato Islamico. Le stagioni più recenti sperimentano infatti il format standard di un'antologia, ognuna con il proprio arco narrativo autonomo, con nuove impostazioni, ruoli diversi per ogni personaggio e persino un umorismo distinto. Al The Washington Post, Reed ha affermato: "Una volta che abbiamo iniziato a realizzarli e a divertirci realizzandoli, [abbiamo pensato], cos'altro possiamo fare ora che i confini sono stati superati?".
I riferimenti culturali di Archer coprono un ampio spettro della società e della condizione umana, come nel cinema, nella letteratura e nella musica. Alcuni riferimenti, principalmente quelli sulla letteratura, risultano oscuri e il pubblico spesso non li nota in una singola visione. Archer sviluppa anche un'autoreferenzialità unica, attraverso gli scherzi basati sui personaggi, gli slogan e le gag che si evolvono su più episodi. Neil Genzlinger del New York Times sostiene che Archer utilizza "una caustica marca di umorismo che non è per tutti, ma che ciò ha portato lo show a una fan base dedicata".

### Rinnovi
Il 21 giugno 2016 la serie, allora composta da sette stagioni, è stata rinnovata per ulteriori tre stagioni da otto episodi ciascuna, andate in onda non più su FX, ma su FXX. Il 19 luglio 2019 la serie è stata rinnovata per un'undicesima stagione, nella cui produzione Adam Reed occupa un ruolo minore. Il 21 ottobre 2020 FXX rinnova Archer anche per una dodicesima stagione e il 28 settembre 2021 per la tredicesima. La serie è stata infine rinnovata per una quattordicesima e ultima stagione.

## Distribuzione
Un'anteprima della serie è andata in onda il 17 settembre 2009, mentre la prima stagione è iniziata ufficialmente il 14 gennaio 2010. La première dell'ottava stagione è andata in onda il 5 aprile 2017, mentre la nona stagione è stata trasmessa a partire dal 25 aprile 2018. La decima stagione, inizialmente programmata per aprile, è stata trasmessa dal 29 maggio 2019. L'undicesima stagione, composta da otto episodi, inizialmente prevista per il 6 maggio 2020 e poi posticipata a causa della pandemia di COVID-19, è stata trasmessa dal 16 settembre 2020. La dodicesima stagione viene trasmessa dal 25 agosto 2021, mentre la tredicesima va in onda a partire dal 24 agosto 2022. La quattordicesima e ultima stagione è infine trasmessa dal 30 agosto 2023, con un episodio conclusivo, suddiviso in tre parti, dal titolo Archer: Into the Cold, andato in onda il 17 dicembre 2023.
In Italia la prima stagione è stata trasmessa dal 10 aprile 2010 dal canale FX, mentre tutte le successive stagioni sono state rese disponibili da Netflix a partire dal 22 ottobre 2015.

## Accoglienza
| Stagione        | Responso della critica | Responso della critica | Responso della critica |
| Stagione        | Metacritic             | Rotten Tomatoes        |                        |
| --------------- | ---------------------- | ---------------------- | ---------------------- |
| Prima           | 78/100 (20 recensioni) | 92% (13 recensioni)    |                        |
| Seconda         | 88/100 (12 recensioni) | 100% (9 recensioni)    |                        |
| Terza           | 75/100 (6 recensioni)  | 100% (6 recensioni)    |                        |
| Quarta          | 79/100 (6 recensioni)  | 93% (15 recensioni)    |                        |
| Quinta          | N.D.                   | 100% (10 recensioni)   |                        |
| Sesta           | 78/100 (5 recensioni)  | 100% (8 recensioni)    |                        |
| Settima         | 78/100 (6 recensioni)  | 100% (5 recensioni)    |                        |
| Ottava          | 72/100 (8 recensioni)  | 88% (8 recensioni)     |                        |
| Nona            | N.D.                   | 64% (11 recensioni)    |                        |
| Decima          | 74/100 (4 recensioni)  | 91% (11 recensioni)    |                        |
| Undicesima      | N.D.                   | 80% (5 recensioni)     |                        |
| Dodicesima      | N.D.                   | N.D.                   |                        |
| Tredicesima     | N.D.                   | N.D.                   |                        |
| Quattordicesima | 87/100 (5 recensioni)  | 100% (10 recensioni)   |                        |

## Riconoscimenti
- Annie Awards
  - 2011 – Candidatura per la miglior produzione televisiva d'animazione generale[80]
  - 2012 – Candidatura per la miglior produzione televisiva d'animazione generale[81]
  - 2012 – Candidatura per il miglior character design in una produzione televisiva d'animazione a Chad Hurd[81]
  - 2012 – Candidatura per la miglior voce in una produzione televisiva d'animazione a H. Jon Benjamin, Judy Greer e Jessica Walter[81]
  - 2013 – Candidatura per la miglior produzione televisiva d'animazione generale[82]
  - 2013 – Candidatura per la miglior voce in una produzione televisiva d'animazione a Jessica Walter[82]
  - 2014 – Candidatura per la miglior produzione televisiva d'animazione generale[83]
  - 2014 – Candidatura per il miglior storyboarding in una produzione televisiva d'animazione ad Adam Ford, et al.[83]
  - 2015 – Candidatura per la miglior produzione televisiva d'animazione generale[84]
  - 2015 – Candidatura per la miglior regia in una produzione televisiva d'animazione a Bryan Fordney[84]
  - 2016 – Candidatura per la miglior regia in una produzione televisiva d'animazione a Bryan Fordney[85]
  - 2018 – Candidatura per la miglior sceneggiatura in una produzione televisiva d'animazione ad Adam Reed[86]
- The Comedy Awards
  - 2011 – Candidatura per la miglior serie animata commedia[87]
  - 2012 – Miglior serie animata commedia[88]
- Critics' Choice Awards
  - 2011 – Candidatura per la miglior serie commedia[89]
  - 2012 – Miglior serie animata[90]
  - 2013 – Miglior serie animata[91]
  - 2014 – Miglior serie animata[92]
  - 2015 – Miglior serie animata[93]
  - 2018 – Candidatura per la miglior serie animata[94]
  - 2019 – Candidatura per la miglior serie animata[95]
- Critics' Choice Super Awards
  - 2021 – Candidatura per la miglior serie animata[96]
  - 2021 – Candidatura per il miglior doppiatore in una serie animata a H. Jon Benjamin[96]
  - 2021 – Candidatura per la miglior doppiatrice in una serie animata ad Aisha Tyler e Jessica Walter[96]
- Gold Derby Awards
  - 2010 – Candidatura per la miglior serie animata[97]
  - 2013 – Miglior serie animata[98]
  - 2014 – Miglior serie animata[99]
  - 2016 – Candidatura per la miglior serie animata[100]
  - 2017 – Candidatura per la miglior serie animata[101]
  - 2018 – Candidatura per la miglior serie animata[102]
- Hollywood Critics Association TV Awards
  - 2022 – Candidatura per la miglior serie animata o film TV animato[103]
- NAACP Image Awards
  - 2014 – Candidatura per la miglior attrice in una commedia ad Aisha Tyler[104]
- NewNowNext Awards
  - 2010 – Miglior programma "che non hai visto"[105]
- Primetime Creative Arts Emmy Awards
  - 2010 – Candidatura per il miglior doppiatore a H. Jon Benjamin[106]
  - 2014 – Candidatura per la miglior serie animata per l'episodio Archer Vice: Le regole dell'estrazione[107]
  - 2015 – Candidatura per la miglior serie animata per l'episodio L'agente immobiliare[108]
  - 2015 – Miglior realizzazione creativa nell'interattività multimediale (narrazione multipiattaforma) a Mark Paterson e Tim Farrell per l'Archer Scavenger Hunt[109]
  - 2016 – Miglior serie animata per l'episodio L'agenzia Figgis[110]
  - 2016 – Miglior realizzazione creativa nell'interattività multimediale (narrazione multipiattaforma) a Mark Paterson, Tim Farrell e Bryan Fordney per l'Archer Scavenger Hunt 2[111]
  - 2017 – Candidatura per la miglior serie animata per l'episodio Ossessione omicida[112]
  - 2020 – Miglior realizzazione individuale nell'animazione per l'episodio La gita[113]
  - 2022 – Candidatura per il miglior doppiatore a Jessica Walter[114]
- Saturn Awards
  - 2018 – Candidatura per la miglior serie o film TV animato[115]
- Webby Awards
  - 2018 – Candidatura per il miglior utilizzo della realtà aumentata per l'applicazione Archer, P.I. App[116]